# Jim Lanigan
James Wood 'Jim' Lanigan (Chicago, 30 januari 1902 - Elburn, Illinois, 9 april 1983) was een Amerikaanse jazzbassist in de Chicago-jazz. Hij speelde naast contrabass ook tuba.

## Biografie
Lanigan, wiens ouders musici waren, speelde als kind piano en viool. Hij speelde piano en drums, en later bas en tuba, in de Austin High School Gang. Rond 1925 werkte hij in de Mound City Blue Blowers van Red McKenzie (hij speelde mee op McKenzie's opnames met Eddie Condon in 1927) en van 1926 tot 1927 was hij actief met Art Kassel. Hij nam op met de Chicago Rhythm Kings en de Jungle ings en speelde van 1927 tot 1931 bij Ted Fio Rito. In 1932/3 speelde hij in het orkest van NBC in Chicago, tevens was hij actief in een theaterorkest in Chicago en, van 1937 tot 1948, in het Chicago Symphony Orchestra. Bovendien was hij actief als studiomuzikant. Hij maakte opnames als sideman in de groepen van Jimmy McPartland, Bud Freeman (1946), Bud Jacobson en Danny Alvin (1950). Hij trad op met verschillende latere versies van de Austin High School Gang, bijvoorbeeld in 1959 op het Playboy Jazz Festival. Lanigan heeft nooit een plaat onder eigen naam opgenomen.